# Glen Grant
Glen Grant (укр. Ґлен Ґрант) — віскікурня, заснована 1840 року у місті Ротес, Спейсайд, що виробляє односолодове шотландське віскі. Назва Glen Grant також є назвою і торговельною маркою даного специфічного сорту віскі. Раніше віскікурня належала компанії Chivas Brothers Ltd, найвідомішій своїм купажованим віскі Chivas Regal, Glen Grant був придбаний італійською компанією Campari Group у грудні 2005 року. Це найпопулярніше односолодове шотландське віскі в Італії.

## Історія
Glen Grant засновано у 1840 році братами Джоном та Джеймсом Ґрантом, двома колишніми нелегальними власниками спиртзаводу та контрабандистами, які вирішили отримати ліцензію на діяльність. Віскікурня мала вдале розташування — поруч море і порт Гармут, річка Спей, підгір'я та рівнини, на яких росте ячмінь, що забезпечує віскікурню усіма основними інгредієнти для виробництва односолодового віскі. Відтоді віскікурня працювала легально.
До 1872 року засновники віскікурні Glen Grant померли. Молодий Джеймс Ґрант, який народився в 1847 році, завжди захоплювався віскікурнею і успадкувавши бізнес і титул «Glengrant» від свого дядька Джона Ґранта, він хотів довести, що є гідним наступником.

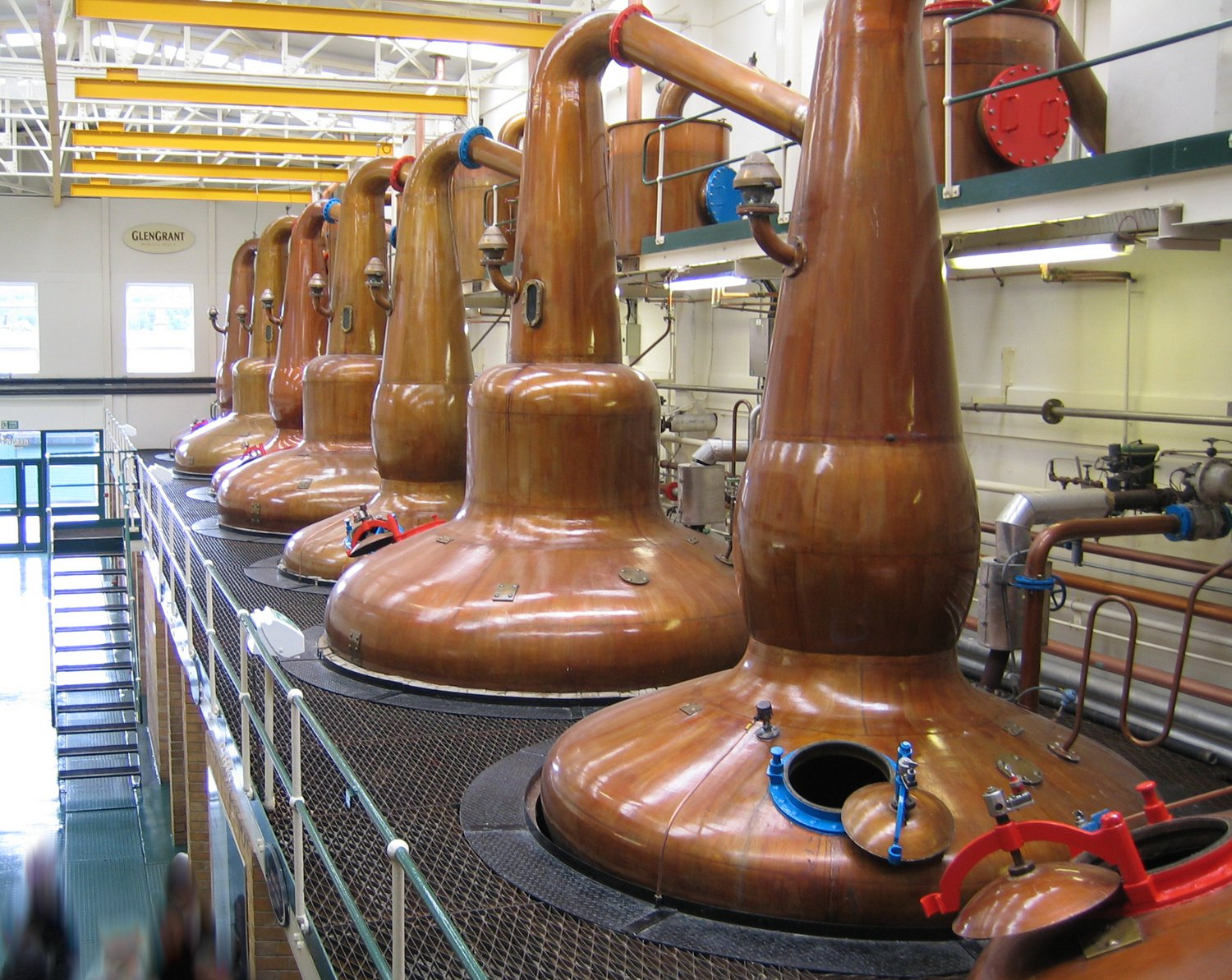
Віскікурня Glen Grant

Про Джеймса Ґранта розповідали багато історій. Його називали новатором, соціалізатором і мандрівником, він жив за своїми правилами та встановлював власні стандарти. Полюбляв захоплюватися новими ідеям і він любив їх досліджувати. Він став першою людиною в Гайлендсі, яка володіла автомобілем. Glen Grant стала першою віскікурнею, яка стала використовувати електричне світло. І він впровадив високі завужені перегонні куби та очищувачі, які створили свіжий солодовий аромат і чистіший, у порівнянні з іншими віскі, колір, який є характерним для Glen Grant і сьогодні.
У 1931 році Джеймс Ґрант, останній із Glengrant, помер, залишивши у спадок своїм трьом дочкам віскікурню, що на той момент вже стала однією з найвідоміших у світі. Дуглас МакКессак, його онук, повинен був стати його наступником.
У 1972 році віскікурні Glenlivet та Glen Grant об'єдналося з компанією Hill, Thomson and Co.Ltd та Longmorn Distilleries Ltd, утворивши компанію The Glenlivet Distillers Ltd. Первісний сімейний інтерес до віскікурень підтримувався двома істотними зовнішніми акціонерами: Courage Ltd, пивоварним концерном та Suntory Ltd, японською винокурною компанією.
У 2006 році Campari придбав лише віскі Glen Grant, коли компанія Allied Domecq була придбана концерном Pernod Ricard. До сьогодні Glen Grant продовжує бути одним з найпопулярніших односолодових віскі у світі.
Шотландський солодовий віскі-тур — туристична ініціатива, що об'єднує сім діючих віскікурень Спейсайд, включаючи Glen Grant, історичний спиртзавод (Dallas Dhu, в якому зараз музей) та Спейсайдське бондарство. За повідомленнями BBC, на території Glen Grant відвідувачі можуть відвідати віскікурню та склад.

## Керівники віскікурні
| Дата        | Керівник         |
| ----------- | ---------------- |
| Pre-1898    | Джордж Ґрант     |
| 1898 — 1941 | Джеймс Каммінг   |
| 1941 — 1969 | Джеймс Сміт      |
| 1969 — 1983 | Ернест Шеррет    |
| 1983 — 1992 | Денніс Малкольм  |
| 1992 — 1996 | Віллі Мірнс      |
| 1996 — 2005 | Роберт МакФерсон |
| 2005 — 2006 | Гаміш Проктор    |
| 2006 — 2017 | Денніс Малкольм  |